# Redlham
Redlham è un comune austriaco di 1 474 abitanti nel distretto di Vöcklabruck, in Alta Austria.